# U-860
| U-860                      | U-860                                                                         | U-860                                                                         |
| -------------------------- | ----------------------------------------------------------------------------- | ----------------------------------------------------------------------------- |
|                            |                                                                               |                                                                               |
|                            |                                                                               |                                                                               |
|                            |                                                                               |                                                                               |
| Під прапором               | Третій рейх                                                                   | Третій рейх                                                                   |
| Спуск на воду              | 23 березня 1943 року                                                          | 23 березня 1943 року                                                          |
| Виведений зі складу флоту  | 15 червня 1944 року                                                           | 15 червня 1944 року                                                           |
| Сучасний статус            | затоплений                                                                    | затоплений                                                                    |
| Проєкт                     |                                                                               |                                                                               |
| Тип ПЧ                     | Торпедний ДПЧ                                                                 | Торпедний ДПЧ                                                                 |
| Основні характеристики     |                                                                               |                                                                               |
| Швидкість (надводна)       | 19,2 вузла                                                                    | 19,2 вузла                                                                    |
| Швидкість (підводна)       | 6,9 вузла                                                                     | 6,9 вузла                                                                     |
| Гранична глибина занурення | 230 м                                                                         | 230 м                                                                         |
| Екіпаж                     | 57 осіб                                                                       | 57 осіб                                                                       |
| Розміри                    |                                                                               |                                                                               |
| Довжина найбільша (по КВЛ) | 87,6 м                                                                        | 87,6 м                                                                        |
| Ширина корпусу найб.       | 7,5 м                                                                         | 7,5 м                                                                         |
| Висота                     | 10,2 м                                                                        | 10,2 м                                                                        |
| Середня осадка (по КВЛ)    | 5,4 м                                                                         | 5,4 м                                                                         |
| Водотоннажність надводна   | 1616 т                                                                        | 1616 т                                                                        |
| Озброєння                  |                                                                               |                                                                               |
| Артилерія                  | одна палубна гармата калібру 105-мм, одна 37-мм та одна 20-мм зенітна гармата | одна палубна гармата калібру 105-мм, одна 37-мм та одна 20-мм зенітна гармата |
| Торпедно- мінне озброєння  | 4 носових і 2 кормових ТА. 24 торпеди                                         | 4 носових і 2 кормових ТА. 24 торпеди                                         |

U-860 — німецький підводний човен типу IXD2 часів Другої світової війни.
Замовлення на будівництво човна віддане 5 червня 1941 року. Човен закладений на верфі суднобудівної компанії «AG Weser» у Бремені 15 червня 1942 року під заводським номером 1066, спущений на воду 23 березня 1943 року, 12 серпня 1943 року увійшов до складу 4-ї флотилії. Також за час служби перебував у складі 12-ї флотилії. Єдиним командиром човна був фрегаттен-капітан Пауль Бюхель.
Човен зробив 1 бойовий похід, у якому не потопив і не пошкодив жодного судна.
Потоплений 15 червня 1944 року в Південній Атлантиці південніше острова Святої Єлени (25°27′ пд. ш. 05°30′ зх. д. / 25.450° пд. ш. 5.500° зх. д.) глибинними бомбами та ракетами семи бомбардувальників «Евенджер» і «Вайлдкет» з ескортного авіаносця ВМС США «Соломонс». 42 члени екіпажу загинули, 20 були врятовані і взяті в полон.